# Kalózní těleso
Kalózní těleso (mozkový trámec – vazník[zdroj?] – lat. corpus callosum) je shluk nervových vláken, tvořený svazkem komisurálních vláken pod mozkovou kůrou. Spojuje obě mozkové hemisféry (na obrázku červeně) a tak zajišťuje jejich vzájemnou komunikaci. Spojuje hemisféry mozečku, thalamy a hypothalamy. Objevuje se pouze u placentálních savců. Je to největší struktura bílé hmoty v lidském mozku, je asi 10 cm dlouhá a tvoří ji cca 200–300 miliónu axonů.

## Poruchy

### Ageneze corpus callosum
Pokud se spojení nevyvine (ACC – ageneze corpus callosum) dochází k potížím s vyhodnocováním situací. Spočívá v navzájem omezeném spojení mezi mozkovými hemisférami. Corpus callosum je totiž struktura, která je právě zodpovědná za spojení obou mozkových hemisfér. Nejedná se však o vadu závažnou a v běžném životě se nijak významně neprojeví.

### Taktilní agnózie (stereoagnózie)
Porucha poznávání předmětů hmatem. Bývá bilaterálně. Při jednostranném postižení (hemiastereognózie) bývá postižena zadní část corpus callosum (taktilní gnózie je uložena v parietálních lalocích, protětím části corpus callosum ztratí parietální laloky část interhemisferálních spojení). Nemoc může imitovat stereohypestézie a stereoanestézie, které vznikají při lézi somatosenzorických struktur.